# Cacsius nobilis
Cacsius nobilis är en skalbaggsart som beskrevs av Lane 1973. Cacsius nobilis ingår i släktet Cacsius och familjen långhorningar. Inga underarter finns listade.